# Tau man ji D
Tau man ji D (em inglês:  Initial D; 頭文字D em língua cantonesa) é um filme live-action de 2005, produzido em Hong Kong, dirigido por Wai Keung Lau e Siu Fai Mak, e baseado no mangá japonês Initial D. 

## Enredo
Ambientado na província de Gunma, o filme mostra a história de Takumi Fujiwara interpretado pelo ator Jay Chou, um garoto de 18 anos que ajuda a loja de tofu de seu pai fazendo entregas todos os dias de manhã para o hotel no Monte Akina usando o carro de seu pai, um Toyota Corolla Sprinter Trueno GT-APEX. Takumi vem fazendo essas entregas desde que tinha 13 anos. Como resultado, suas habilidades são altamente refinadas, permitindo-o pilotar durante qualquer condição climática. Em uma corrida numa Touge, potência não é o mais importante. Equilíbrio, habilidade e coragem são fatores determinantes para a vitória. Corridas na Touge são divididas em dois tipos: Dowhill e Hillclimb (Uphill). As corridas Hillclimb (subindo a montanha) depende mais da potência do carro e da capacidade do piloto para controlar a aceleração. As corridas Downhill (descendo a montanha) depende das técnicas de frenagem e controle do carro, necessitando menos potência vinda do carro.

## Elenco
- Jay Chou como Takumi Fujiwara
- Anne Suzuki como Natsuki Mogi
- Edison Chen como Ryosuke Takahashi
- Anthony Wong Chau-Sang como Bunta Fujiwara
- Shawn Yue como Takeshi Nakazato
- Chapman To como Itsuki Takeuchi
- Jordan Chan como Kyoichi Sudou
- Kenny Bee  como Yuuichi Tachibana